# Gančani
Gančani (mađarski: Lendvarózsavölgy) su naselje u slovenskoj Općini Beltincu. Gančani se nalazi u pokrajini Prekmurju i statističkoj regiji Pomurju. U Gančanima je služio Mikloš Lutar, učitelj i pisac.

## Stanovništvo
Prema popisu stanovništva iz 2002. godine naselje je imalo 960 stanovnika.